# Jane Fallon
Pour les articles homonymes, voir Fallon.
Œuvres principales
- Strictly Between Us (2016)
- My Sweet Revenge (2017)
- Faking Friends (2018)
- Tell Me A Secret (2019)

Jane Fallon, née le 9 décembre 1960 dans le Middlesex (Royaume-Uni), est une romancière britannique à succès. Ancienne productrice de télévision, elle est aussi connue pour les séries populaires britanniques Teachers, EastEnders et La Vie en face.

## Biographie
Jane Fallon naît le 9 décembre 1960. Ses parents possèdent une maison de la presse, et elle grandit dans un appartement au dessus de celle-ci. Elle fait ses études à la St Bernard's Convent School de Slough, et étudie l'histoire à l’University College de Londres.

## Vie privée
Fallon est en couple avec le comédien Ricky Gervais depuis 1982 ; ils se sont rencontrés pendant leurs études à l’University College de Londres. Le couple vit ensemble depuis 1984 et réside à Hampstead.

## Filmographie
- 1994-1995 : EastEnders
- 1996-1997 : This Life
- 1998 : Undercover Heart
- 1999 : Massive Landmarks of the 20th Century
- 2001 : Teachers
- 2002 : 20 Things to Do Before You're 30
- 2003 : Single

## Publications
- Comment larguer Matthew, JC Lattès, 2007, trad. Émilie Passerieux, 380 p.  (ISBN 978-2709629102)
- (en) Got You Back, Penguin Books, 2008, 407 p.  (ISBN 9780141034409)
- (en) Foursome, Penguin Books, 2010, 391 p.  (ISBN 9780141034416)
- (en) The Ugly Sister, Penguin Books, 2011, 439 p.  (ISBN 9780141047256)
- (en) Skeletons, Penguin Books, 2014, 439 p.  (ISBN 9780141047263)
- (en) Strictly Between Us, Penguin Random House, 2016, 448 p.  (ISBN 9781405917674)
- (en) My Sweet Revenge, Penguin Random House, 2017, 416 p.  (ISBN 9781405917759)
- (en) Faking Friends, Penguin Random House, 2018, 448 p.  (ISBN 9781405933094)
- (en) Tell Me A Secret, Penguin Random House, 2019, 404 p.  (ISBN 978-1405933124)
- (en) Queen Bee, Penguin Random House, 2020, 400 p.  (ISBN 9781405943345)